# Volleyball-Europapokal der Pokalsieger 1979/80 (Frauen)
Der Europapokal der Pokalsieger der Frauen 1979/80 war die 8. Auflage des Wettbewerbes, an der 14 Volleyball-Vereinsmannschaften aus 14 Ländern teilnahmen. Ohne Satzverlust sicherten sich die Ungarinnen von Vasas Izzó Budapest zum ersten Mal den Europapokal der Pokalsieger.

## Teilnehmer
| Belgien - VC Temse BR Deutschland - USC Münster Frankreich - ASPTT Montpellier Griechenland - Filathlitikos Thessaloniki Italien - Alidea Catania | Jugoslawien - ŽOK Rijeka Niederlande - Starlift Voorburg Österreich - TJ Sokol Wien Portugal - Atlético Lissabon Schweden - Sollentuna VK | Schweiz - Lausanne UC Spanien - CPAR Cornellá Tschechoslowakei - TJ Čh Bratislava Ungarn - Vasas Izzó Budapest |

## Modus
In der Ausscheidungsrunde und im Viertelfinale spielten die Mannschaften im K.-o.-System. In beiden Runden gab es Hin- und Rückspiele. Nach dem Viertelfinale ermittelten dann die letzten vier Mannschaften in einem Finalrunden-Turnier den Europapokalsieger.

## Ausscheidungsrunde
|                   | Gesamt |                            | Hinspiel | Rückspiel |
| ----------------- | ------ | -------------------------- | -------- | --------- |
| ŽOK Rijeka        | 0:6    | Vasas Izzó Budapest        | 0:3      | 0:3       |
| TJ Sokol Wien     | 0:6    | TJ Čh Bratislava           | 0:3      | 0:3       |
| CPAR Cornellá     | 6:0    | Lausanne UC                | 3:0      | 3:0       |
| USC Münster       | 6:0    | Filathlitikos Thessaloniki | 3:0      | 3:0       |
| Starlift Voorburg | 6:2    | ASPTT Montpellier          | 3:1      | 3:1       |
| Sollentuna VK     | 6:0    | Atlético Lissabon          | 3:0      | 3:0       |

Durch ein Freilos zogen VC Temse und Alidea Catania direkt in das Viertelfinale ein.

## Viertelfinale
|                     | Gesamt |                   | Hinspiel | Rückspiel |
| ------------------- | ------ | ----------------- | -------- | --------- |
| USC Münster         | 6:0    | Starlift Voorburg | 3:0      | 3:0       |
| Sollentuna VK       | 6:1    | VC Temse          | 3:1      | 3:0       |
| Vasas Izzó Budapest | 6:0    | TJ Čh Bratislava  | 3:0      | 3:0       |
| Alidea Catania      | 6:0    | CPAR Cornellá     | 3:0      | 3:0       |

## Finalrunde
Die Finalrunde fand vom 7. bis 9. März in der niederländischen Stadt Voorburg statt.

### Spiele
| Datum       |                     | Ergebnis |                |
| ----------- | ------------------- | -------- | -------------- |
| Fr .7. März | Vasas Izzó Budapest | 3:0      | Sollentuna VK  |
| Fr .7. März | USC Münster         | 3:1      | Alidea Catania |
| Sa 8. März  | USC Münster         | 3:0      | Sollentuna VK  |
| Sa 8. März  | Vasas Izzó Budapest | 3:0      | Alidea Catania |
| So 9. März  | Alidea Catania      | 3:1      | Sollentuna VK  |
| So 9. März  | Vasas Izzó Budapest | 3:0      | USC Münster    |

### Abschlusstabelle
| Pl. | Verein              | S | N | Sätze | Punkte |
| --- | ------------------- | - | - | ----- | ------ |
| 1   | Vasas Izzó Budapest | 3 | – | 9:0   | 6      |
| 2   | USC Münster         | 2 | 1 | 6:4   | 5      |
| 3   | Alidea Catania      | 1 | 2 | 4:7   | 4      |
| 4   | Sollentuna VK       | – | 3 | 1:9   | 3      |

 Europapokalsieger